# 李茂 (朝鮮)
李茂（：／，1355年—1409年），字敦夫，本貫丹陽李氏，高麗末期至朝鮮王朝初期文臣。
高麗恭愍王在位時期文科及第，禑王在位時期擔任密直司使。1388年（昌王元年）被諫官彈劾，流配谷州。1390年（恭讓王二年）任都節制使，在全羅道擊退倭寇。
1392年李成桂建立朝鮮王朝後，李茂被錄為定社功臣第一等。1396年，朝鮮發動對馬島征伐，由金士衡擔任主帥，李茂、辛克恭、南在副之。第一次王子之亂後，被錄為佐命功臣第一等。1402年，被任命為右政丞（右議政的前身）。1403年，封丹山府院君，兼中軍都摠制。
1409年，受到閔無咎、閔無疾的牽連，李茂被流配到竹山，處以死刑。死後獲得平反，諡翼平。